# Gemnefkhonsubak
Shepeskara-irienra Gemnefkhonsubak (VIII secolo a.C. – 680 a.C.?) è stato un principe di origine libica che governò la città di Tanis, nel Basso Egitto durante la XXV dinastia.
Tra i principi del Delta del Nilo sconfitti da Pianki c'era pure Osorkon IV, ultimo sovrano della XXII dinastia che ormai regnava soltanto su Tanis. La città continuò comunque a venire governata da alcuni principi locali che spesso si arrogarono le insegne della regalità. Un fenomeno analogo accadeva nel contempo a Sais dove, dopo la caduta della XXIV dinastia, i principi locali stavano gettando le basi della futura XXVI dinastia.
Il nome di Gemnefkhonsubak compare su di una stele conservata al Museo Egizio di Torino. Il suo successore fu Padibastet.

## Titolatura
| G5 |

| G5 |

| S29 | S34 | N19 |

| S29 | S34 | N19 |

| S29 | S34 | N19 |

| S29 | S34 | N19 |

| S29 | S34 | N19 |

| S29 | S34 | N19 |

| S29 | S34 | N19 |

| S29 | S34 | N19 |

| G16 |

| G16 |

|  |

| G8 |

| G8 |

|  |

| M23 · X1 | L2 · X1 |

| M23 · X1 | L2 · X1 |

| N5 | A50 | D28 | N5 · D4 · N35 |

| N5 | A50 | D28 | N5 · D4 · N35 |

| N5 | A50 | D28 | N5 · D4 · N35 |

| N5 | A50 | D28 | N5 · D4 · N35 |

| N5 | A50 | D28 | N5 · D4 · N35 |

| N5 | A50 | D28 | N5 · D4 · N35 |

| N5 | A50 | D28 | N5 · D4 · N35 |

| N5 | A50 | D28 | N5 · D4 · N35 |

| G39 | N5 |

| G39 | N5 |

| G28 | n · f | C2 | G29 · V31 |

| G28 | n · f | C2 | G29 · V31 |

| G28 | n · f | C2 | G29 · V31 |

| G28 | n · f | C2 | G29 · V31 |

| G28 | n · f | C2 | G29 · V31 |

| G28 | n · f | C2 | G29 · V31 |

| G28 | n · f | C2 | G29 · V31 |

| G28 | n · f | C2 | G29 · V31 |